# Omocestus tzendsureni
Omocestus tzendsureni är en insektsart som beskrevs av Carl Otto Harz 1970. Omocestus tzendsureni ingår i släktet Omocestus och familjen gräshoppor. Inga underarter finns listade i Catalogue of Life.